# Mucuna incurvata
Mucuna incurvata är en ärtväxtart som beskrevs av Wilmot-dear och R.Sha. Mucuna incurvata ingår i släktet Mucuna och familjen ärtväxter. Inga underarter finns listade i Catalogue of Life.